# Autricourt
Autricourt é uma comuna francesa na região administrativa da Borgonha-Franco-Condado, no departamento de Côte-d'Or. Estende-se por uma área de 27,4 km². Em 2010 a comuna tinha 130 habitantes (densidade: 4,7 hab./km²).